# Хіпстери

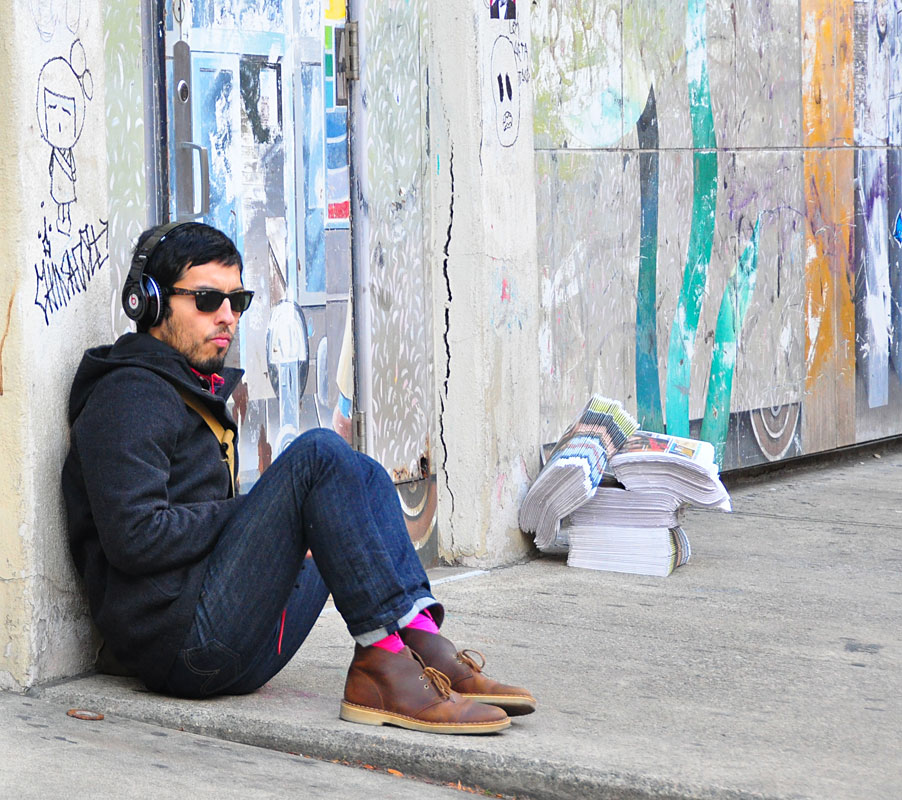

Гі́пстери (англ. hipsters) — умовно нонконформістська, демонстративна молодіжна споживацька гедоністична субкультура, зосереджена на зовнішньому вигляді. Гіпстери намагаються обігравати образ молодих, сучасних, незалежномислячих інтелектуалів. Гіпстери цікавляться елітарною культурою і мистецтвом, модою, альтернативною музикою на кшталт інді-року, артхаусним кіно, сучасною літературою тощо.

## Походження
Узагалі hipster — це англійською штани, які носяться не на талії, а на стегнах. Вперше субкультура, члени якої називалися гіпстерами, з'явилася наприкінці 40-х років у США і проіснувала до 60-х. Щодо назви, то окрім штанів існує версія про те, що вона походить від виразу «to be hip», що можна перекласти приблизно як «бути в темі». В ті давні часи гіпстери намагалися забути жахіття тільки-но закінченої війни і прагнули знайти себе в цьому світі. Вони не думали про майбутнє і жили лише сьогоднішнім днем. Вони мали схильність до наркотиків та інших способів «розширення свідомості». Гіпстери значною мірою були тими бітниками повоєнного періоду, що спершу захоплювалися усілякими новими видами джазу, а потім перейшли на рок музику. Саме з середовища тодішніх гіпстерів вийшли перші хіпі. Однак субкультура тих гіпстерів закінчилася у 60-ті роки.
Вдруге поняття «гіпстери» почали використовувати вже в останні роки XX століття. Окрім назви, нові гіпстери зі старими нічого спільного не мають. Сучасна субкультура набула популярності у першій декаді XXI століття, а в Україні набула популярності лише наприкінці цього десятиліття.

## Суть
Сучасні гіпстери — це переважно молодики студентського віку 16-25. Вони непогано забезпечені матеріально, або ж принаймні намагаються вдати, що саме так і є. В ідеалі — це прогресивна позитивна молодь, що знається на усіх новинках, не перебуває під впливом масової культури, незалежно мислить і робить свій вибір на основі власного смаку, а не нав'язаних суспільством стереотипів. Однак насправді належність чи неналежність до гіпстерів повністю визначається зовнішньою атрибутикою, а нонконформізм дуже умовний, оскільки фактично гіпстери є молодіжним авангардом сучасної споживацької культури.
Зневажаючи так звану попсу та сучасну масову культуру, гіпстери одночасно шанують сучасну «елітарну» культуру, чи точніше її неконсервативний різновид — моду, андерґраунду, чи як кажуть гіпстери «інді» (інді від англійського слова independent — незалежний), музику, контркультурну літературу тощо. Хоча гіпстери негативно ставляться до багатьох відомих брендів, напрямків сучасної музики тощо, але одночасно вони знають їх і постійно слідкують за тим, що зараз модне, а що ні. Що саме вважається у світі моди та в середовищі гіпстерів «крутим», а що ні. Фактично гіпстери не є ані творцями, ані палкими та відданими прибічниками, вони не створюють самі, вони не захоплюються чимось, вони лише вибирають з того, що пропонує сучасна культура.
Гіпстери як субкультура не гуртувалися навколо моди, часто вдягаючись у секонд-хендах і демонструючи свою зневагу до брендів. Те ж саме з музикою, кіно чи іншим мистецтвом — головне не твір сам по собі, а його неприналежність до мейнстріму, «непопсовість». При виборі використовуються аргументи на кшталт «не важливо, який жанр, головне, щоб від нього не пахло пустотою і попсою» — сама музика важлива лише як соціальна функція. Фактично те ж можна сказати й про решту фетишів гіпстерів, як то фотоапарати, «яблучна» техніка (різноманітні пристрої виробництва компанії Apple) чи вінтажні речі — усе це необхідно виключно для модності, для того, щоби «бути в темі», засвідчити свою приналежність до спільноти та підтвердити свій статус у ній. У «справжнього гіпстера» ряд речей піднесено до рангу культових. І не важливо, потрібні вони йому чи ні, головне, що вони в моді, а відтак — і їхній власник. Тобто, гіпстери є повністю соціальною субкультурою. Металіст може слухати свою музику наодинці, байкер гнати на мотоциклі, анімешник — переглядати японські мультики, але гіпстерові на самоті робити нічого — усе його гіпстерство призначене для показу та оцінки іншими гіпстерами.
Незважаючи на зовнішню сучасність, основою субкультури гіпстерів є старі, як світ статусні ігри. А конкретніше — біологічно зумовлене прагнення бути своїм серед своїх та відрізняти чужих, а також мати вищий від інших статус. На раціональному рівні це обґрунтовується як прагнення бути незалежним, інтелектуальним, унікальним, модним, сучасним, елітарним. Акцентуючи на цих цінностях, гіпстери піднімають себе над «сірою масою». Уся гіпертрофована увага до зовнішнього вигляду власне є лише декларацією своєї приналежності до обраних. Відіграють свою роль і внутрішньосубкультурні статусні ігри.
Оскільки речі та явища для гіпстерів мають значення лише з тієї точки зору, як їх оцінять інші, то сама сутність цих речей та явищ часто не цікавить гіпстерів, а власної думки щодо них вони не мають і не намагаються її сформувати. Це їм не потрібно. На всі важливі запитання відповість Google. Вони є пристрасними послідовниками інформації, яку прочитали в модних журналах та в Інтернеті, ходять лише на ті виставки та фільми, про які добре відгукнувся хтось модний та авторитетний у їх колах.
Приблизно так само відгукуються про цей рух багато авторів, серед яких — Роберт Ленхем, автор пародійного «Посібник для справжнього гіпстера» (The Hipster Handbook, 2003) і Крістіан Лорентзер з Time Out New York (див. статтю «Kill the hipster: Why the hipster must die: A modest proposal to save New York cool»). Джулія Плівін з Huffington Post у статті «Хто такі гіпстери» (Who's a Hipster) пише:
|  | Незважаючи на те, що гіпстери підкреслено уникають будь-яких ярликів, одягаються вони однаково, діють у всьому однаково і абсолютно по-конформістськи слідують нормам свого «нонконформізму». |

## Форма

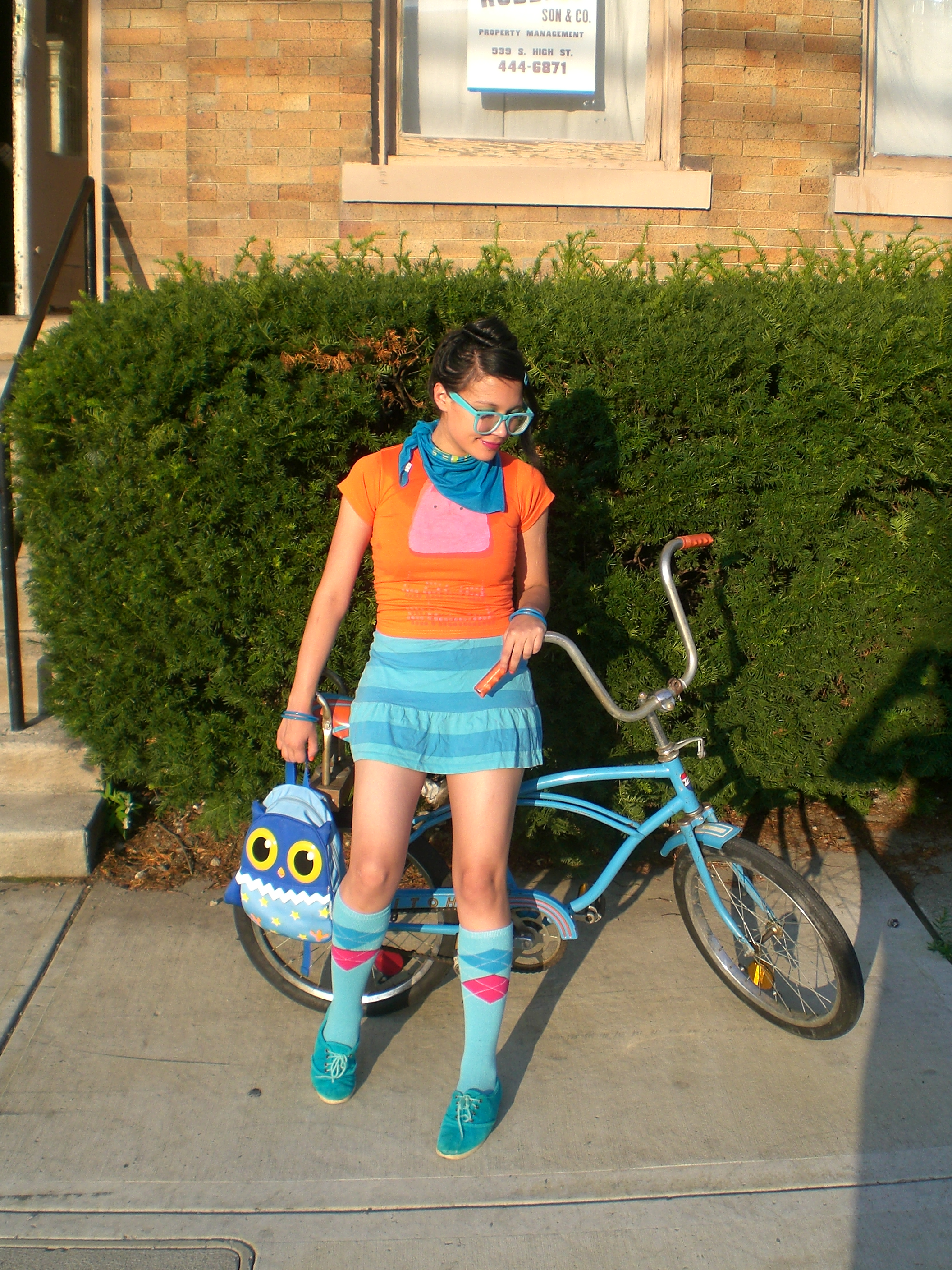

Нижче наведено перелік речей та явищ, характерних для гіпстерів.
Гіпстери люблять вінтаж. Настільки, що дехто навіть стверджує ніби в них чим річ дешевша, тим крутіша. Купити якийсь светрик на секонді за копійки або ж витягти зі старої шафи, а потім гордо носити як ознаку стилю та яскравої індивідуальності є нормою. Потертість та поношеність одягу чи взуття не вважається ґанджем. Але, звісно, поняття вінтаж поширюється не на усі старі речі, а лише на ті, що вважаються модними.

### Джинси
Вузькі джинси, так звані «скіні», що обтягують ноги, як добрі панчохи. Вузькі джинси настільки популярні в гіпстерів, що само собою згадується перше значення цього слова. Гіпстерки замість джинсів часом носять лосини або легінси.

### Майка-светрик
Майка чи светрик з малюнком. Зазвичай зображені старі рок-групи, тварини, кеди, машини, стільці, гумористичні написи або просто геометричні фігури, байдуже що, аби було яскраво чи «концептуально». Малюнок обов'язково має бути «оригінальним» і свідчити про індивідуальність носія.

### Кеди
Найпопулярнішим взуттям серед гіпстерів є кеди, переважно марки Convers і яскравого кольору. Кеди носяться незважаючи на погоду. Носять також вінтажні туфлі, часто на босу ногу, нерідко замшеві й затерті, або черевики типу Dr. Marten's.

### Зачіска
Майже обов'язковим елементом гіпстерської зачіски є падаючий на лоба чуб, може бути й навмисно розтріпане волосся, нерідко для такої недбалості використовується маса гелю й лаку для волосся. Носять гіпстери і волосся, зібране у «хвіст». Досить часто в чоловіків зустрічаються борідки.

### Окуляри
Гіпстери носять два види окулярів: це або темні сонцезахисні, що давно вже стали деталлю «крутого» образу, або, що незвично, звичайні у товстій оправі. Культова марка — Rayban. Дуже часто окуляри з простим склом без діоптрій або ж і взагалі без скла. гіпстери носять окуляри не для зору, а для стилю та свого іміджу «інтелектуалів». Часто окуляри підняті на волосся чи взагалі лежать у сумці, адже тут, як і в усьому для гіпстерів, головне не функціональність, а сама наявність.

### Ломограф
«Ломограф», себто фотоапарат LOMO, втім зійде і «Зенит» чи ще якийсь вінтажний фотоапарат. Головне аби зараз цей фотоапарат був рідкістю. Гіпстери фотографують усе підряд — вулиці, власні окуляри, кеди, своїх друзів, безпритульних — і вважають це великим мистецтвом. Детальніше про це гаяння плівки можна прочитати у статті Ломографія. Фотографувати слід усе і увесь час. І звісно про «лук» не забувати (що це дивіться нижче).
Татуювання
Також серед гіпстерів дуже модними є татуювання, зазвичай це має бути щось «індивідуальне», «елітарне». Кельтські візерунки вже не котуються, тепер у моді «кавайні» котики, сови, абстрактні візерунки та квіти.

### Записник
Moleskine — записник в дермантиновій обкладинці на резинці. Від інших подібних не відрізняється нічим, окрім ціни біля EUR20 та гарного піару. Гіпстери носять його для запису своїх думок, які без сумніву заслуговують того, аби про них дізналися інші.
Кальян та електронні цигарки
Віднедавна в моду серед українських хіпстерів війшло куріння кальянів, як звичайних, так і електронних. Кальян — це круто, це ознака особливості, індивідуальності, «просунутості». Важко сказати, чи є ця мода наслідком контактування з арабськими студентами, чи наслідком пропаганди відмови від паління цигарок. Але сучасний український гіпстер не вживає цигарки, він або використовує електронні цигарки, або кальяни. До того ж наявність кальяну в кафе чи кав'ярні автоматично підвищує статус такого закладу в очах гіпстерів.

### Айподоманія
Айпод чи айфон, чи макбук — бо гіпстери фанати яблучних товарів. Справа не в їх технічній просунутості чи в тому, що продукція компанії Apple якісніша, а в тому, що це модно. Власне функціональність усіх цих пристроїв цікавить гіпстерів не більше, ніж практичність кедів узимку чи дощової осені — головне наявність статусної речі.

### Земля обітована
Лондон  або/і Нью-Йорк в уяві гіпстерів — це земля обітована, де живе уся «сіль землі», де навіть двірники креативні, а повітря просякнуто відчуттям свободи. Там треба побувати, а ще краще там жити. Більшість вітчизняних гіпстерів мріють емігрувати.

### Блогерство
Блоги займають у житті гіпстера дуже важливе, часом навіть чільне місце. Це не дивно, адже похизуватися своїми лахами через мережу можна перед значно більшою кількістю цінителів, аніж «наживо». Гіпстери водяться усюди в ЖиЖах, ВКонтактє, Фейсбуці, Флікері, але найгіпстеровішим є аккаунт на Твіттері. Останній популярний тим, що писати можна багато, але малий розмір вкрай знижує вимоги до написаного. Окрім саме Твіттер найточніше відтворює атмосферу тусовки, на яку орієнтована власне уся субкультура. В блогах гіпстери проводять дуже значну частину свого часу.

### «Лук»
«Лук» (від англійського look) — фотографія гіпстера у гіпстерському стилі. Об'єкт завжди має бути в повен зріст, стояти на витяжку і дуже бажано тримати в руці якийсь модний аксесуар, переважно сумку. Головне призначення «луку» показати усьому світові своє вбрання та те, як круто гіпстер виглядає. Саме заради показу своїх «луків» і заводять гіпстери блоги. З цієї ж причини подібних фотокарток середній гіпстер робить дуже багато, щоби показати кожну свою обновку чи просто вчергове покрасуватися. «Лук» — це не просто фотка, це одна з основ гіпстерів як субкультури, що й не дивно, враховуючи її соціальний та демонстративний характер.

### Професія
Кожен гіпстер — людина творча, і професію хоче мати відповідну — письменник, журналіст, фотограф, дизайнер тощо. Але на всіх творчих професій не вистачає, тож доводиться опановувати і нетворчі, в основному, у сфері обслуговування. Втім, продавець у модному бутіку чи офіціант у кав'ярні -- теж цілком гіпстерська робота

### Місце тусовки
Кав'ярні -- одне з найулюбленіших місць для гіпстерів. Вони можуть днями сидіти за кавою, обговорюючи моду, модні журнали, модні тенденції, модних людей. Якщо в кав'ярні подають крім кави ще й кальяни, то такий заклад є цілком і повністю спрямованим саме на обслуговування гіпстерів, стає серед них «культовим». Оформлення і дизайн такого місця часто може бути дуже дивним, але чим дивніше, тим краще.

### Музика
Гіпстери слухають різні інді-гурти, пост-панк, синті-поп та іншу музику. Декларується, що гіпстери слухають «хорошу музику», але насправді головний критерій вибору — «непопсовість». Музика для гіпстера — задоволення не так само по собі, як засіб відчути власну просунутість та оригінальність.